# Brigada 1 Vânători (1916-1918)
Brigada 1 Vânători a fost o mare unitate de nivel tactic, care s-a constituit în luna decembrie 1917, în urma deciziei Marelui Cartier General român de a regrupa toate unitățile de vânători în două divizii:pp. 197-198

## Participarea la operații

### Campania anului 1918
În anul 1918 Brigada 1 Vânători a făcut parte din Divizia 1 Vânători, În această campanie, brigada a fost comandată de generalul de brigadă Dumitru Nicolescu. :p. 311

## Ordinea de bătaie
Forța combativă a brigăzii era de 4-6 batalioane de infanterie, compunerea de luptă variind în cursul anului 1918, astfel
| La constituire                                                                      | La a doua mobilizare                                   |
| ----------------------------------------------------------------------------------- | ------------------------------------------------------ |
| - Regimentul 1 Vânători - Regimentul 5 Vânători - Regimentul 9 Vânători:pp. 197-198 | - Regimentul 1 Vânători - Regimentul 5 Vânători:p. 311 |

## Comandanți
- General de brigadă Dumitru Nicolescu